# Su Dongchen
Su Dongchen (chinois traditionnel : 蘇東成, chinois simplifié : 苏东成, pinyin : sū dōngchéng, connu également avec la prononciation japonaise : romaji : So Tōsei) est un maitre d'arts martiaux né en 1953 à Taipei (Taiwan) de père Taïwanais et de mère Japonaise.

## Biographie
Il débute les Arts martiaux très tôt. En 1968, il rentre à l'Académie d'Arts Martiaux de Hung I-Hsiang (洪懿祥, pinyin : hóng yì xiáng, littéralement vaste, vertueux propice), Tangshou dao (唐手道, « la voie des mains de Tang ») où étaient enseignés dans l'ordre, le Shaolin quan, le xingyi quan, le bagua zhang et le taiji quan. Là, il a droit à un régime un peu particulier. Il est incorporé dans le cours des étrangers composé de militaires américains dont un groupe de bérets verts. L'entraînement est quotidien de 18h à 22h et parfois le matin. Ce cours est surtout axé sur le combat. Les débuts sont durs, mais très vite le jeune Dongchen montre des capacités étonnantes.
En 1969, à l'âge de 16 ans, malgré son jeune âge et grâce à une dérogation, il participe au tournoi d'arts martiaux open style de Taipei. Les autres combattants sont des adultes et certains de niveau national. Contre toute attente, Su Dongchen obtient la deuxième place.
L'année suivante, à 17 ans, il obtient la première place. En 1971, 2e place au tournoi d'arts martiaux chinois de Taiwan, en 1973 enfin, il obtient la première place à ce même tournoi ou participent aussi Hong Kong et l'Asie du Sud-Est.
En 1973 il part s'installer au Japon ou il se confrontera à de nombreux experts de différents arts martiaux, parfois durement mais avec succès, ce qui l'amène à remettre en question certaines pratiques du kung-fu traditionnel et donc de créer sa propre école.
Il rencontre dans le cadre de ses recherches, pour ne citer que les plus connus au niveau mondial, de nombreux maîtres japonais, chinois et taïwanais tels que Masutatsu Ōyama (fondateur du karaté kyokushinkai), Dōshin Sō (créateur du shōrinji kenpō), Imi Lichtenfeld (fondateur du krav maga), Chang Dong Sheng (常東昇, grand champion de lutte chinoise shuai jiao) He Fuchen et Hsu Wenzhong (grands maîtres de xingyi quan).
Redoutable combattant Su Dongchen est aussi un fin technicien et surtout un chercheur qui consacre sa vie aux arts martiaux. Déjà, de 22 à 25 ans, il écrit deux livres sur la boxe chinoise, qui ont marqué les esprits des pratiquants japonais avec par exemple une étude sur les Kosahoo (méthodes de croisement).
Après plusieurs séjours aux États-Unis d'Amérique où il a présenté sa méthode, il est de retour au Japon où il poursuit un important travail de recherche sur les arts martiaux avec les écoles Essence of Change et Essence of Evolution.